# Carnevals-Botschafter
Carnevals-Botschafter (Ambassadeur du carnaval) est une valse de Johann Strauss II (opus 270). L'œuvre est créée le 22 novembre 1862 (peut-être dès le 11 novembre) dans la salle de danse Zum Sperl à Vienne.

## Histoire
La valse est écrite à l'été 1862, après le mariage de Johann Strauss avec Jetty Treffz (de) (1818-1878) et son retour de leur lune de miel. L'œuvre est très joyeuse et comporte des mélodies exaltantes. Johann Strauss annonce le prochain carnaval avec la valse. Son mariage marque également le début d'une nouvelle phase artistique dans la vie du compositeur. Dans un sens, Jetty devient son Manager. Elle l'encourage à composer encore davantage et souhaite réduire ses apparitions en tant que chef d'orchestre. C'est aussi en partie grâce à elle qu'il se tourne vers les opérettes.

## Durée
Sa durée d'exécution est de 9 minutes et 55 secondes. Elle peut varier selon l'interprétation musicale du chef d'orchestre.

## Interprétations notables
La pièce est jouée lors du célèbre concert du nouvel an à Vienne : en 1966, sous la direction de Willi Boskovsky, et en 2002, sous la direction de Seiji Ozaw.